# Lacul de acumulare Volta
Lacul de acumulare Volta este situat lângă Akosomba la ca. 100 km nord-est de Accra, în sud-estul Ghanei, Africa. Barajul acumuluează apele fluviilor Volta neagră (Mouhoun), Volta roșie (Nazinon) și Volta albă  (Nakanbe). Oglinda apei lacului are suprafața de  8502 km², fiind cel mai mare lac de acumulare artificial din lume.